# Juti
 Ovo je glavno značenje pojma Juti. Za druga značenja pogledajte Juti (razdvojba).
Ute (Noochew).- /="land of the sun"; po drugima opisno 'hill dwellers'/ Pleme ili skupina više bandi Shoshonean Indijanaca, porodica Juto-Asteci, nastanih u ranom 19. stoljeću u središnjem i zapadnom Coloradu i istočnom Utahu. Juti bijahu ratoborni i opasni nomadski ratnici, koji su se introdukcijom konja raširili unutar Novog Meksika i Arizone, uništivši usput koji indijanski pueblo. Kada su jednom Juti otkrili da Španjolci koriste crne robove za borbu protiv Indijanaca, počeli su svoje ratne zarobljenike prodavati u Novom Meksiku, tada naseljenom Španjolcima. Rane 1855. Juti se bace i na španjolska naselja, napadajući ih u Coloradu u dolini San Luis Valleya. Juti su u neprijateljstvu i s Navahima, pa se bore na strani Kit Carsona tokom Američkog građanskog rata, protiv omrznutih Navaha. Na rezervat u Coloradu smješteni su 1868., ali ni tu neće stati nevolje. Juti su lovci, nomadi i pljačkaši, a američka ih vlada želi pretvoriti u miroljubive poljodjelce. U tu svrhu šalju 1878., na rezervat White River Ute, Nathana Meekera, imenujući ga indijanskim agentom. Ovaj čovjek rođen 1817. u Euclidu, Ohio, bavio se za života svakakvim poslovima, pa i kao učitelj i novinar. Njega angažira Horace Greeley iz New York Heralda da piše o agrikulturi. Postojala je nada da će Meeker uspjeti Jute naučiti agrarnim poslovima. Već sljedeće 1879., u mjesecu rujnu, dolazi do nezadovoljstva među grupom Juta, pa Meeker u pomoć poziva vojsku. Dvadeset-devetog istog mjeseca poglavica Chief Douglas s grupom ratnika ubio je Meekera i sedam članova agencije. Ovaj pokolj povjesničari su nazvali 'Meeker Massacre'.  Ugovorom iz 1880., zbog nalaska minerala na rezervatu, Juti su preseljeni na lokacije koje nisu bile toliko interesantne za bijelog naseljenika. Danas oni žive na rezervatima u Utahu i Coloradu, a 1990. bilo ih je 7,500.

## Ime
Juti sami sebe nazivaju jednostavno Noochew, “the people.” Ostali nazivi za njih su Grasshopper Indians (Pattie; 1833), ovaj naziv Indijanci su dobili po skakavcima koje su hvatali i jeli. Indijanci Kiowa nazivali su ih Iätä-go, očita varijanta od šošonskog naziva Ietan. Etnografski vrijedni nazivi potječu od Omaha i Ponca koji su ih nazivali Mactcińgeha wain (ili "rabbit skin robes"), što upućuje na vrstu odjeće, u ovom slučaju ogrtača, i krzna od kojega su se izrađivala. Isti je slučaj i sa Zuñi imenom Násuia kwe ("deer-hunting men"). Najkarakterističniji naziv svakako je naziv ‘crni’ ili Crni ljudi’. Kod Sijuksa nazivani su Sápa wichasha ili "black people", kod Šajena Moh-tau-hai'-ta-ni-o ("the black men"), pa se i jedna banda Šajena nazivala Mo'kôhtávetaneo´o, i po svoj se prilici sastojala od zarobljenih Juta, a bilo ih je i među Sjevernim i Južnim Šajenima;  kod Atsina je postojao naziv Wáatenihts ("black"). Indijanci Navaho njih su nazivali Nota-á, oni su si susjedi, i to je očita varijanta njihovog imena Noochew, ili kako je u ranijim varijantama spelovano No-ochi ili Notch (navodi Swanton). Drugi su nazivi manje poznati, to su: Tâ'hana (Taos), Tcingawúptuh (staro Hopi ime), i kod Jemeza Quazula.

## Lokalne skupine
4 Ute grane
- Uintah: Pahvant, Sahpeech (Sanpet), Toompahnahwach, Yoowetuh (Uinta), Sahyehpeech, Cumumba (ovo su adoptirani Šošoni). Većina Noochewa iz Utaha 1867. odlaze na rezervat Uintah i danas su poznati kao Uintah Utes, te bande su: Sahyehpeech, Pahvant, Sahpeech, Toompanawach, Cumumba i Yoovwetuh.
- White River: Yahpudttka, Sabuagana. danas žive na rezervatu Uintah, kamo su morali otići 1881.
- Uncompaghre: Taveewach, Pahdteeahnooch, Uncompahgre White Mesa, Ute Mountain. Bande iz sjevernog i središnjeg Colorada (Pahdteeahnooch i Taveewach ) odlaze na rezervat Uintah Valley (1882) i nazivani su danas Uncompahgre.
- Southern Ute: Weenuch (danas Ute Mountain Ute), Mahgruhch, Kahpoota.

7 glavnih skupina
- Capote u San Luis Valley, Colorado i u New Mexicu na mjestima gdje su današnji gradovi Chama i Tierra Amarilla. Danas su uključeni pod kolektivno ime Southern Utes i žive u Coloradu (sjedište Ignacio)
- Mouache (Moache). na jugozapadu Colorada sjeverozapadu New Mexica. Danas su uključeni pod kolektivno ime Southern Utes i žive u Coloradu (Ignacio)
- Parianuche (Grand River Utes) duž Grand Rivera u Coloradu i Utahu. Danas su uključeni pod kolektivno ime Northern Utes s rezervata Uintah-Ouray.
- Tabeguache (Uncompahgre) u dolinama Gunnison i Uncompahgre Rivera, Colorado. Danas su uključeni pod kolektivno ime Northern Utes s rezervata Uintah-Ouray.
- Uintah (Yoovte, Uinta) na Uintah Basin i Great Salt Lake Basin. Danas su uključeni pod kolektivno ime Northern Utes s rezervata Uintah-Ouray.
- Weeminuche dolina San Juan Rivera i njezini sjeverni pritociu Coloradu i New Mexicu. Danas žive kao Ute Mountain Utes u Coloradu (sjedište Towaoc)
- Yamparica (Yampa, White River, Kaviawach) na Yampa River Valley i susjednim područjima. Danas su uključeni pod kolektivno ime Northern Utes s rezervata Uintah-Ouray.

Manje lokalne bande:
- Elk Mountain Ute. oni su možda grupa koju Escalante (1882) naziva Sabuaguanos i Tah-bah-was-chi kod Beckwitha (1882).
- Kosunats, na Uintah Reservation (1873).
- Pahvant,  Sevier Lake Sevier River, Utah.
- Pavógowunsin, gornji tok Sevier Rivera, južno od rijeke Salina.
- Pikakwanarats, na Uinta Reservation (1873)
- Sampits (Sanpet) oko Mantija na San Pitch Creeku, zimovali su na Sevier Riveru, Utah.
- Sheberetch (Seuvarits) u Castle Valley i San Rafael River, središnji dio istočnog Utaha.
- Tumpanogots (Timpaiavats) oko Utah Lake, Utah.

Spominju se i bande Sogup s ili blizu New Mexica, Yubuincariri, zapadno od Green Rivera, Utah, i bivše bande Kwiumpus, Nauwanatats i Unkapanukints, čiji status nije poznat i mogli bi biti Južni Pajuti.

## Povijest
Kontakti s Jutima započinju 1598. trgovinom sa Španjolcima a 1640. Mouache i Capote, njihove južne bande dokopale su se i španjolskih konja. Konj će omogućiti ovom narodu da se organiziraju u velike lutajuće bande. Konjima su se Juti opskrbili do 1670. a te se godine sa Španjolcima potpisuje i prvi mirovni ugovor. U drugoj polovici 18. stoljeća od 1760. do 1770. Španjolci dobivaju dozvolu Juta da mogu trgovati u području rijeke Gunnison, a 1776. kroz njihov teritorij prolazi i ekspedicija Domingueza i Escalantea. Pojava američkih trapera 1811. u zemlji Juta dovodi do čarki. Godine 1819. Adams-Otisovim ugovorom duž gornjeg Arkansasa stvorena je američko-španjolska granica. Do sredine 19 stoljeća Amerikanci će postati veoma aktivni na teritoriju Juta. Već 1821. Meksiko proglašava nezavisnost od Španjolske a iste godine i William Bucknell pušta u promet Santa Fe Trail. Izgradit će se utvrde Uncompahgre na rijeci Gunnisonu (Robidoux, 1828.) i Bent’s Fort na rijeci Arkansasu, pa zatim i naselje Fort Pueblo 1842. godine. Jutima ne odgovara ovakav priljev bijelog stanovništva, I smetnja su im za lov, godine 1844. oni uništavaju tvrđavu Fort Uncompahgre podignutu 1828. u srcu njihovog teritorija. Nakon razaranje ove tvrđave 1849. godine potpisuje se prvi ugovor s Indijancima u Abiquiu u Novom Meksiku. Prema njemu Juti će dobiti godišnje $5000, a zauzvrat moraju priznati autoritet SAD-a i čuvati mir. Tokom pedesetih godina 19. stoljeća Amerikanci počinju preuzimati kontrolu u zemlji Juta. Već 1850. u Taosu je utemeljena prva agencija za Jute, a dvije godine kasnije (1852.) podignut je vojni garnizon Fort Massachusetts u dolini San Luis za kontrolu nad Jutima i tobožnjom zaštitom. Juti izgleda ne misle da im je potrebna zaštita pa 1854. napadaju i razaraju Fort Pueblo. 
Garnizon je držan u Cimarronu da bi se držalo Jute s područja Ute Parka podložnima.
Idući ih godine ipak poražava pukovnik Thomas Fauntleroy u Poncha Springsu. Te iste (1855.) godine sklapa se i mir s Jutima, a četiri godine kasnije (1859.) nastaje i teritorij Colorado. Bande Juta osamdesetih će godina biti prebačeni na rezervate, a 1924. postaju građani SAD-a. Nepravda će dijelom biti ispravljena 1937. kada Mouache i Capote dobivaju 222.000 akara za rezervat Southern Ute, i 30.000 akara za rezervat Ute Mountain Ute.

## Etnografija
Juti su nomadski narod, lovci. Tek je rijetko koja skupina kod Juta obrađivala tlo. Francisco Atanasio Domínguez i Francisco Silvestre Vélez de Escalante navode u 18. stoljeću kako tek Parusi i Ancamuchis (Payatammumis) uzgajaju kukuruz i kalabase, dok se Yubuincariri bave sakupljanjem divlje hrane, kao što su sjemenje i piñon-orah. Njihove nastambe su korom prekriveni tepee-ju nalik wickiup, a kasnije i tepee koji ga je iz praktičnih razloga zamijenio. Odjeća Juta sašivena je od jelenje kože i krzna manjih životinja, kao što je kuna. Vjerovanje Juta ima u središtu životinjska božanstva, i po njihovom vjerovanju oni su najsrodniju medvjedu, koje posvećen najveći broj mitova. Šamani Juta imaju veliku moć, i u proljeće će se Indijanci okupljati zbog godišnjeg Medvjeđeg plesa ("Momaqui Mowat") ili Bear Dance. Svetkovine se nastavljaju i u ljeto s plesom tipičnim za prerijska plemena (Juti pripadaju Velikom bazenu), Sun Dance, najznačajnijom socijalnom i religioznom ceremonijom.
Juti, slično, vjerojatno svim tribalnim  'primitivnim'  zajednicama, i napose Indijancima, je da žive u skladu s prirodom. Lovac Juta nije nikada ubijao više životinja nego što mu je potrebno za hranu i odjeću i obuću. Na život Juta uveliko je bilo utjecaja sa strane, prvenstveno Španjolaca koji su im uvezli konje (magični psi; "Magic Dogs"), i kasnije mormona, koji su ih naučili ratarskim poslovima. 
Brak Juta je poligaman, pa muškarac ima po nekoliko žena.

## Vanjske poveznice
- The Ute Indian tribe  Arhivirana inačica izvorne stranice od 13. studenoga 2006. (Wayback Machine)
- The Ute Indians  Arhivirana inačica izvorne stranice od 1. listopada 2006. (Wayback Machine)
- Ute Indians  Arhivirana inačica izvorne stranice od 23. rujna 2006. (Wayback Machine)
- Ute Indians
- Noocheeyoo[neaktivna poveznica]